# Shut Up and Dance (Black Mirror)
«Shut Up and Dance» —en español: «Cállate y baila»— es el tercer episodio de la tercera temporada de la serie de ciencia ficción distópica británica Black Mirror. Dirigido por James Watkins, el guion fue escrito por el creador de la serie, Charlie Brooker, y William Bridges. La fotografía estuvo a cargo de Tim Maurice-Jones, mientras que la música fue compuesta por Alex Heffes. Al final del episodio suena el tema Exit Music (For a Film), de la banda británica Radiohead. Este episodio se estrenó el 21 de octubre de 2016, a través de la plataforma Netflix, junto con el resto de los episodios de la tercera temporada.
El episodio se centra en Kenny (Alex Lawther) un joven que, chantajeado con la  amenaza de difundir públicamente un vídeo en el que se masturba, se ve forzado a cometer actos ilegales cumpliendo órdenes de un misterioso hacker. En su devenir Kenny conoce a Héctor (Jerome Flynn), un hombre de mediana edad, chantajeado por el mismo hacker.

## Argumento
Kenny (Alex Lawther) es un joven de 19 años tímido y socialmente inadaptado que trabaja en una cafetería. Un día tras volver de su trabajo Kenny descubre que su hermana, tras haber utilizado su computadora, la ha infectado con lo que aparentemente es un malware. Tras descargar una aplicación anti-malware para limpiar el ordenador, en realidad un programa que otorga el control de la cámara del ordenador al hacker creador de la aplicación, Kenny termina siendo grabado mientras se masturba con unas fotos que encuentra en la red. Poco después Kenny recibe un correo electrónico, procedente de una dirección anónima, con el vídeo en el que sale masturbándose y un texto en el que, bajo la amenaza de divulgar el vídeo entre todos sus contactos, se le ordena facilitar su número de teléfono móvil. Kenny, desesperado, obedece. 
Al día siguiente, en el trabajo, Kenny recibe un mensaje en su celular indicándole que debe activar la localización GSM y seguir unas instrucciones para acudir a un lugar situado a 15 millas en 45 minutos. Rápidamente Kenny va en bicicleta al lugar indicado donde se encuentra con un hombre en motocicleta, que también está siendo chantajeado, quien le entrega un paquete que contiene un pastel con la frase "I Love You". Kenny recibe la orden de llevar el pastel a la habitación 121 de un hotel.
Al tocar en la puerta de la habitación, Kenny indica que trae un pastel. El hombre que se encuentra en el interior se niega a abrirle, alegando no haberlo encargado. FInalmente termina abriéndole la puerta cuando Kenny, por un mensaje, le indica que viene de parte de Mindy. En el interior de la habitación se encuentra Héctor (Jerome Flynn) un hombre de mediana edad que también está siendo chantajeado. Se le ordena ir, junto con Kenny y el pastel, a un lugar fuera de la ciudad empleando un coche, propiedad de una mujer chantajeada por haber dicho comentarios racistas, estacionado en un aparcamiento. Héctor le confiesa a Kenny que le fue infiel a su esposa con una prostituta llamada Mindy, mucho más joven que él. El chantajista disponía de material suficiente como para, en manos de su esposa, empezar un proceso de divorcio que lo dejaría en la ruina y perder la custodia de sus hijos. Kenny, por su parte, le indica a Héctor que el chantajista tenía un vídeo de él masturbándose y que recibió amenazas de divulgarlo entre todos sus conocidos.
El coche del aparcamiento tiene poco combustible y, cuando se detienen a repostar gasolina, se encuentran casualmente con Karen (Natasha Little), una amiga de la esposa de Héctor. Ambos finalmente llegan al lugar indicado y reciben un mensaje indicando "busquen en el pastel". En su interior hay una gorra, unas gafas de sol y una pistola. Otro mensaje les indica que, con esos útiles, deberán robar un banco. Héctor insiste en ser el conductor del coche dejando que sea Kenny quien lleve a cabo el robo. Aunque Kenny durante el robo se orina, a causa de los nervios, se las arregla para conseguir una bolsa llena de dinero y huir junto a Héctor hacia el punto donde deben depositar el dinero. Al llegar, Héctor recibe la orden de marcharse con el coche y destruirlo. Kenny, por su parte, debe ir al punto de encuentro. Ambos se despiden y se separan.
En el lugar indicado, Kenny se encuentra con un hombre (Paul Bazely) quien, también chantajeado, recibió órdenes de pelear a muerte con Kenny mientras el chantajista presencia todo a través de un dron equipado con cámaras. Quien consiga salir vivo de los dos se llevará la bolsa con el dinero robado del banco. Kenny protesta y, entre lágrimas, confiesa que tan sólo se trataba de algunas imágenes. El otro hombre adivina que, como él, Kenny es víctima de chantaje porque había consumido imágenes de pornografía infantil. Kenny se intenta suicidar con el arma del pastel pero, al descubrir que no estaba cargada, finalmente comienza a pelear.
Después de deshacerse del auto Héctor vuelve a su casa donde todo está, aparentemente, en orden. Sin embargo recibe un mensaje del chantajista que le indica que, a pesar de haber cumplido con sus requerimientos, le ha enviado a su esposa la evidencia de su infidelidad. 
Kenny, ensangrentado y tras, aparentemente, haber matado al hombre con el que debía pelear, recibe una llamada de su madre. Desesperada ésta le dice que descubrió, al igual que sus amigos y conocidos, el vídeo en el que se masturba excitándose con imágenes de pornografía infantil. Kenny, resignado, finaliza la llamada mientras, ofreciendo una débil resistencia, se deja capturar por la policía.

## Reparto
- Alex Lawther - Kenny
- Jerome Flynn - Héctor
- Susannah Doyle - Mujer Chantajeada
- Frankie Wilson - Tom
- Jimmy Roye-Dunne - Red
- Hannah Steele - Melissa
- Sarah Beck Mather - Madre en el Restaurante
- Beatrice Robertson-Jones - Hija del Restaurante
- Maya Gerber - Lindsay
- Camilla Power - Sandra
- Ivanno Jeremiah - Motorista
- Mariam Haque - Encargado de Gasolinera
- Natasha Little - Karen
- Nicola Sloane - Cajera del Banco
- Paul Bazely - Hombre en el Bosque
- Leanne Best - Penny

## Recepción crítica
Cállate Y Baila tiene una recepción positiva en los portales de crítica y en las clasificaciones valorativas de la serie. En IMDb obtiene una puntuación de 8,5 sobre 10 con 14.061 votos. En FilmAffinity, con 13.658 votos, se le otorga una puntuación de 7,2 sobre 10.
Natalia Marcos y Eneko Ruiz Jiménez, en el artículo "Black Mirror: todos los episodios ordenados de peor a mejor" publicado en el diario El País le otorga la posición 8 de 23 indicando: "Un juego macabro y un secreto oculto. Cállate y baila es posiblemente el capítulo más oscuro, y menos de ciencia-ficción, desde El himno nacional. Una historia agobiante de terror psicológico, un espeluznante viaje de carretera que nunca podría tener un buen final. Ver a Jerome Flynn en un papel tan diferente al Bronn de Juego de Tronos también suma a su favor".
Pere Solà en la crítica "Black mirror: El chantaje es un juego" publicado en el diario La Vanguardia indica "Si este capítulo sirve de algo es precisamente para poner en evidencia los principales fallos de Black mirror. Con esto no decimos que sea una mala serie pero sí puede tener capítulos muy mediocres y otros tremendamente estimulantes. Shut up and dance entra en la primera categoría por la sensación de déjà vu y porque otra vez más les puede el giro que el contenido. (...) Para que nos entendamos, opino que estaríamos mucho más implicados y luchando con nosotros mismos si conociéramos desde un principio que Kenny es básicamente un pederasta".
Daniel de Partearroyo en el artículo "Black Mirror del peor al mejor episodio" otorga a Cállate Y Baila la posición 13 de 13 indicando "James Watkins, director de películas de terror tan eficaces como Eden Lake o La mujer de negro, firma el que quizás sea el episodio más flojo del canon Black Mirror, principalmente por su simpleza argumental. Seguimos el chantaje de unos hackers sobre un joven de quien han obtenido imágenes comprometedoras, obligándole a participar en un retorcido juego de acciones cuyo desarrollo no difiere de otros thrillers donde las instrucciones se dan por teléfono. Hay cierta tensión, claro, pero ni siquiera el giro final del clímax compensa un episodio tan pedestre y simplonamente efectista en su manera de abordar los peligros de internet".
Sara Heredia en el artículo "Black Mirror: El episodio 'Shut up and dance' esconde mucho más de lo que crees" publicó en SensaCine indica que es uno de los capítulos favoritos de los aficionados de Black Mirror indicando "nos presentan a varios personajes que tienen algo en común: están siendo amenazados por un motivo que no puede salir a la luz y por alguien que no conocen. Hector (Jerome Flynn) nunca debería haber intentado contratar los servicios de una prostituta y Kenny (Alex Lawther) tendría que haber tenido más cuidado con los programas que descarga en su ordenador".
Tim Goodman de The Hollywood Reporter expresó: "«Cuenta con una interpretación del actor Alex Lawther (...) que es una de las mejores del 2016 (...) Sin complejos -y de manera frenética- te pega una bofetada, demostrando lo ágil que Brooker es en la narración».
Sonia Saraiya de Variety expresó: «Un thriller de acción retorcido (...) que es un poco largo y repetitivo, pero que también desprende una persistente sensación de que estamos observados».